# Rapariegos
Rapariegos is een gemeente in de Spaanse provincie Segovia in de regio Castilië en León met een oppervlakte van 24,52 km². Rapariegos telt 197 inwoners (1 januari 2016).

## Demografische ontwikkeling
Bron: INE, 1857-2011: volkstellingen